# Abbaretz
Abbaretz é uma comuna francesa na região administrativa da Pays de la Loire, no departamento de Loire-Atlantique. Estende-se por uma área de 61,76 km². Em 2010 a comuna tinha 2 119 habitantes (densidade: 34,3 hab./km²).

Localização de Abbaretz (em vermelho) no departamento de Loire-Atlantique.

- Commons